# Mariemont

Perspectiefkaart van Mariemont (Louis-André Dupuis, 1780)

Mariemont is een voormalig koninklijk landgoed in de Henegouwse gemeente Morlanwelz, dat een openbaar park met arboretum herbergt en het Musée royal de Mariemont. De plaats is vernoemd naar regentes Maria van Hongarije, die er in de 16e eeuw een verdwenen jachtslot liet bouwen. De laatste particuliere eigenaar, Raoul Warocqué (1870-1917), liet Mariemont na aan de Belgische staat op last er een museum te stichten.

## Geschiedenis

### Maria van Hongarije

#### Bouw van het jachtpaviljoen (1546-1547)

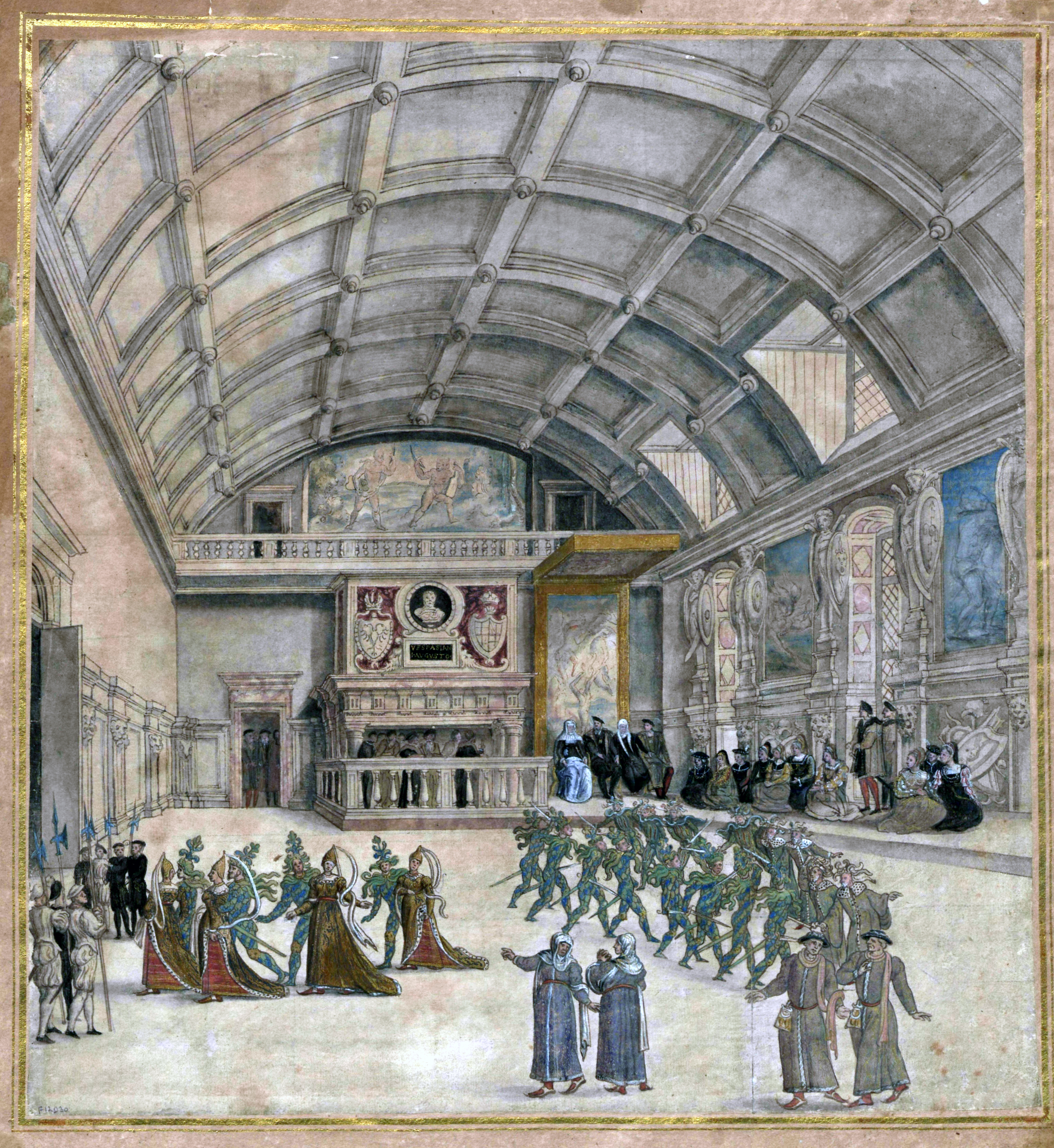
Maria, haar broer Karel en neef Filip in de grote zaal van het paleis van Binche, circa 1550

Mariemont dankt haar naam (letterlijk: Maria-berg) aan opdrachtgeefster Maria van Hongarije, de zus van keizer Karel V (1500-1558). Nadat ze op vrij jonge leeftijd haar echtgenoot, koning Lodewijk II van Hongarije, verloor, kreeg ze in 1531 van haar broer de opdracht om de Nederlanden als landvoogd te besturen. Om haar te compenseren kent hij haar in april 1545 het levenslange voordeel van de stad en het land van Binche toe. Terwijl ze in deze stad het grafelijk kasteel liet herbouwen, gaf ze, als jachtliefhebster, ook opdracht in de bossen van Morlanwelz een jachtpaviljoen aan te leggen. De twee residenties werden in 1545-1546 ontworpen door de Bergense architect-beeldhouwer Jacques Dubrœucq.
Zoals veel kunstenaars van die tijd was Dubroeucq naar Italië afgereisd. Op de terugweg had hij de kastelen van de Loirevallei bezocht. Deze dubbele invloed, Italiaans en Frans, is terug te vinden in het renaissancepaleis van Binche, maar veel minder in Mariemont. Als locatie voor het jachtslot koos Maria de rand van het bos van Morlanwelz, op een heuvel met uitzicht op de Hene. Dubrœucq tekende de plannen en leidde het werk, dat in 1547 bijna klaar was. Het gebouw, 19 meter op 7, was omgeven door een brede gracht en alleen toegankelijk via een ophaalbrug. Het had de vorm van een rechthoekige toren van twee verdiepingen, geflankeerd door een torentje en afgetopt met een borstweringsterras. Veel meneelramen doorbraken de ernst van de gevels.
Het kasteel van Mariemont, met zijn rustieke en bijna middeleeuwse uitstraling, had niet de pretentie te wedijveren met het paleis van Binche. Niettemin omvatte het een aantal luxueuze kamers op de begane grond en de eerste verdieping. Houten lambriseringen, fresco's en werken van gerenommeerde kunstenaars sierden de appartementen van de landvoogd en die van haar zus Eleonora, weduwe van koning Frans I van Frankrijk. Dubrœucq maakte verschillende modellen van haarden, een albastschilderij voor de kapel en, met Luc Lange, dertien beelden voor de galerij op de eerste verdieping. De bovenverdieping, minder formeel, was bedoeld om op een later tijdstip aangekleed te worden.

#### De brand van 1554

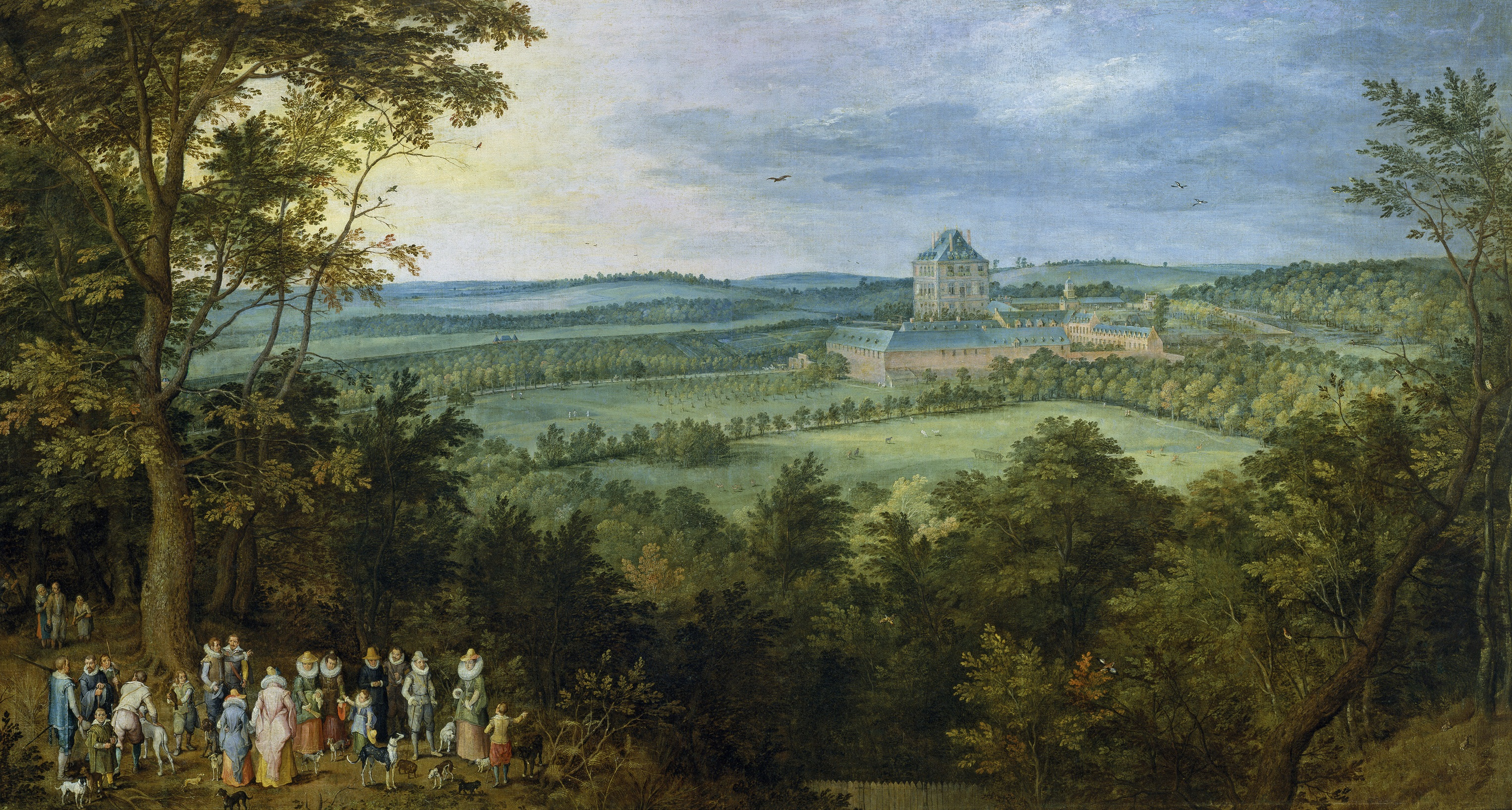
De jagende aartshertogen op de voorgrond, met daarachter Mariemont's oorspronkelijke donjon

In 1549 organiseerde Maria de Triomf van Binche voor haar broer Karel V en haar neef, de toekomstige Filips II. Het jaar daarvoor had de ouder wordende keizer besloten om zijn zoon als opvolger te laten erkennen door de verschillende vorstendommen die zijn rijk vormden. Op 22 augustus 1549 kwam de keizerlijke processie aan in Binche. De landvoogd was zich bewust van het belang van het evenement en organiseerde een grootse receptie, bedoeld om het publiek te raken. Feesten, bals en toernooien volgden elkaar zes dagen lang op. Op 28 augustus was het gemaskerd bal in volle gang in de grote zaal van het paleis, toen heren vermomd als "wilden" plotseling vier dames in middeleeuwse kleding naar Mariemont ontvoerden. De volgende dag, voor het hele hof en met zo'n 20.000 toeschouwers uit de omgeving, omringden duizend mannen onder bevel van de prinsen van Piëmont en Ligne het kasteel, bestormden het en bevrijdden de gevangenen. Op de vraag "wie hen op deze manier had ontvoerd, zeiden ze dat ze hen in het begin niet herkenden, maar uiteindelijk ontdekten dat het hun echtgenoten waren".
Kort na deze feestelijkheden laaide het oude conflict tussen Spanje en Frankrijk weer op. In het voorjaar van 1554 kwam het keizerlijke leger Picardië binnen onder leiding van Adriaan van Croÿ, 1e graaf van Roeulx, en verwoestte het land tot 70 km van Parijs. Ze vernietigden het kasteel van Folembray, het liefdesnest van Hendrik II van Frankrijk en Diana van Poitiers. De Franse troepen gingen echter in de tegenaanval. Op 21 juli vielen ze Binche en Mariemont binnen, waarvan de kastelen als vergelding in brand werden gestoken. Hendrik stak zelf het vuur aan en liet een plakkaat aan de ruïnes bevestigen: "Koningin van de dwaasheid, herinner je aan Folembray!"
Maar Maria liet het hoofd niet hangen. In haar opdracht begon Dubrœucq al datzelfde jaar met de heropbouw van het jachthuis. De landvoogdes ging in 1556 met pensioen naar Spanje in 1556 en overleed twee jaar later. Pas in 1560 zou het slot voltooid worden. Ongeveer veertig jaar lang heeft Mariemont in een half verlaten toestand verkeerd, maar het kasteel bleef onderhouden. In 1565 werd het terras, dat in zeer slechte staat was, vervangen door een plat dak dat beter aangepast was aan het regenachtige klimaat van onze streken.

### Albrecht en Isabella

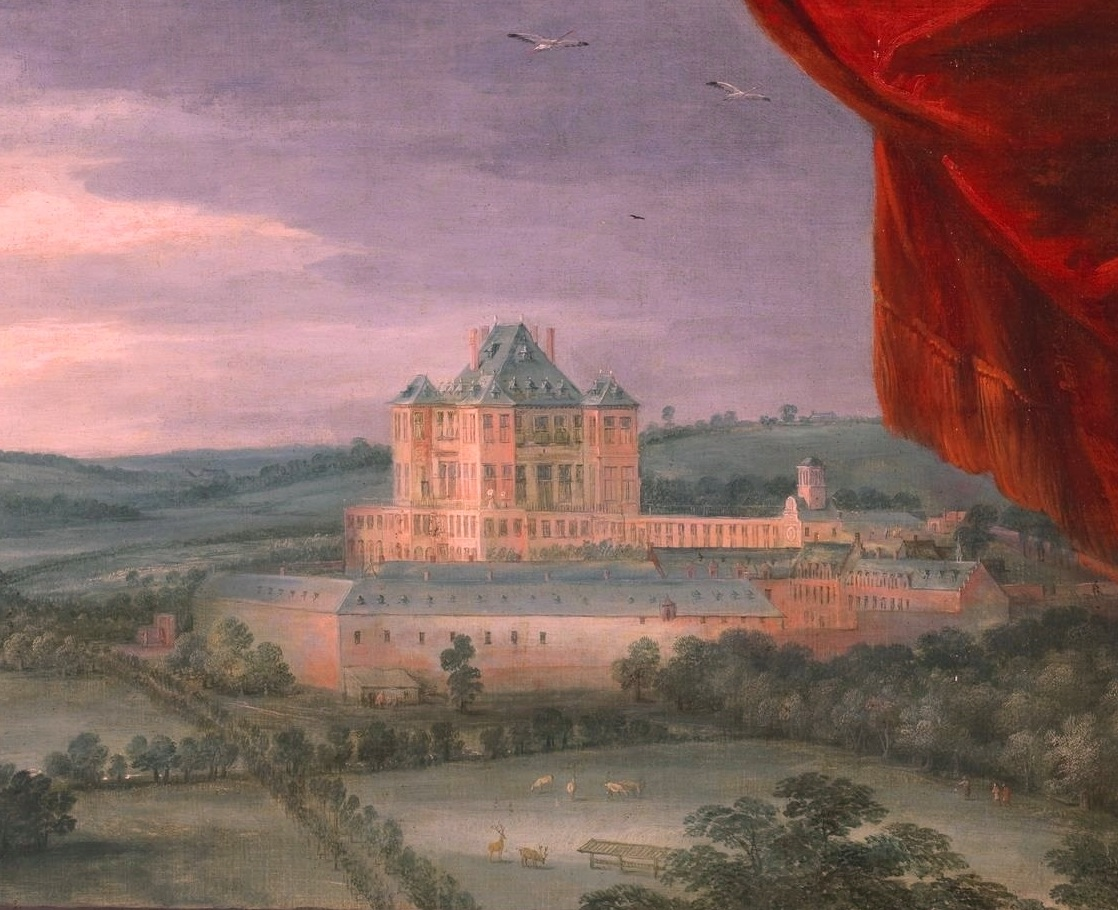
Mariemont door Jan Brueghel de Oude rond 1615 (detail van een portret van de Infante Isabella door Rubens)

In 1598 deed Filips II afstand van zijn soevereiniteit over de Nederlanden ten gunste van zijn dochter, Isabella, en liet hij haar trouwen met aartshertog Albrecht van Oostenrijk, die twee jaar eerder gouverneur-generaal was geworden. Beide aartshertogen waren verwoede jachtliefhebbers en herontdekten Mariemont: het buitenpaviljoen van Maria van Hongarije werd zo een koninklijke residentie, een status die het gedurende het hele ancien régime zou behouden.
Zodra hij de site had overgenomen, liet Albert het restauratiewerk starten. In 1600, toen de formele afbakening van het terrein voltooid was, besliste hij over het probleem van de omheining van het landgoed. De oude vervallen muur werd vervangen door een houten palissade, die werd onderbroken door vier monumentale stenen poorten die toegang gaven tot de hoofdwegen van het park. Het zou "het huis van Mariemont beschermen tegen dieven" en vooral "het binnendringen van vossen zoals konijnen en hazen" voorkomen.

#### Tuinen
De braakliggende tuinen werden heringericht door de militaire architect en ingenieur Pierre Le Poivre, en aangeplant door Loys Patte, de "tuinman van de tuinen van Hunne Hoogheid". In 1606 vertelde Isabella aan Francisco Gómez de Sandoval, hertog van Lerma, de Spaanse premier, dat ze "er alles aan had gedaan om Aranjuez na te bootsen", een koninklijk landgoed in Spanje waarvan de tuinen haar jeugd hadden verrukt. Het project was des te gemakkelijker uit te voeren omdat het destijds was ontworpen door tuinders uit Frankrijk en vooral uit de Nederlanden.
Eigentijdse schilderijen maken het mogelijk om de ordening van de tuinen van Mariemont in de tijd van de aartshertogen te reconstrueren. Bloembedden, omzoomd door hagen en in een geruit patroon, lagen op een zachte helling aan de voet van het kasteel, tussen de boomgaarden en de grote oprijlaan die leidde naar de Chaussée Brunehaut over de rivier de Hene. De moestuin voorzag zowel het hof in Mariemont als in Brussel van voedsel. Een schilderij van Jan Brueghel de Oude, bewaard in het Museum voor Schone Kunsten van Dijon, weerspiegelt perfect de charme van dit "Belgische Touraine", zo geprezen door Isabelle.

#### Eerste uitbreiding (1605-1610)

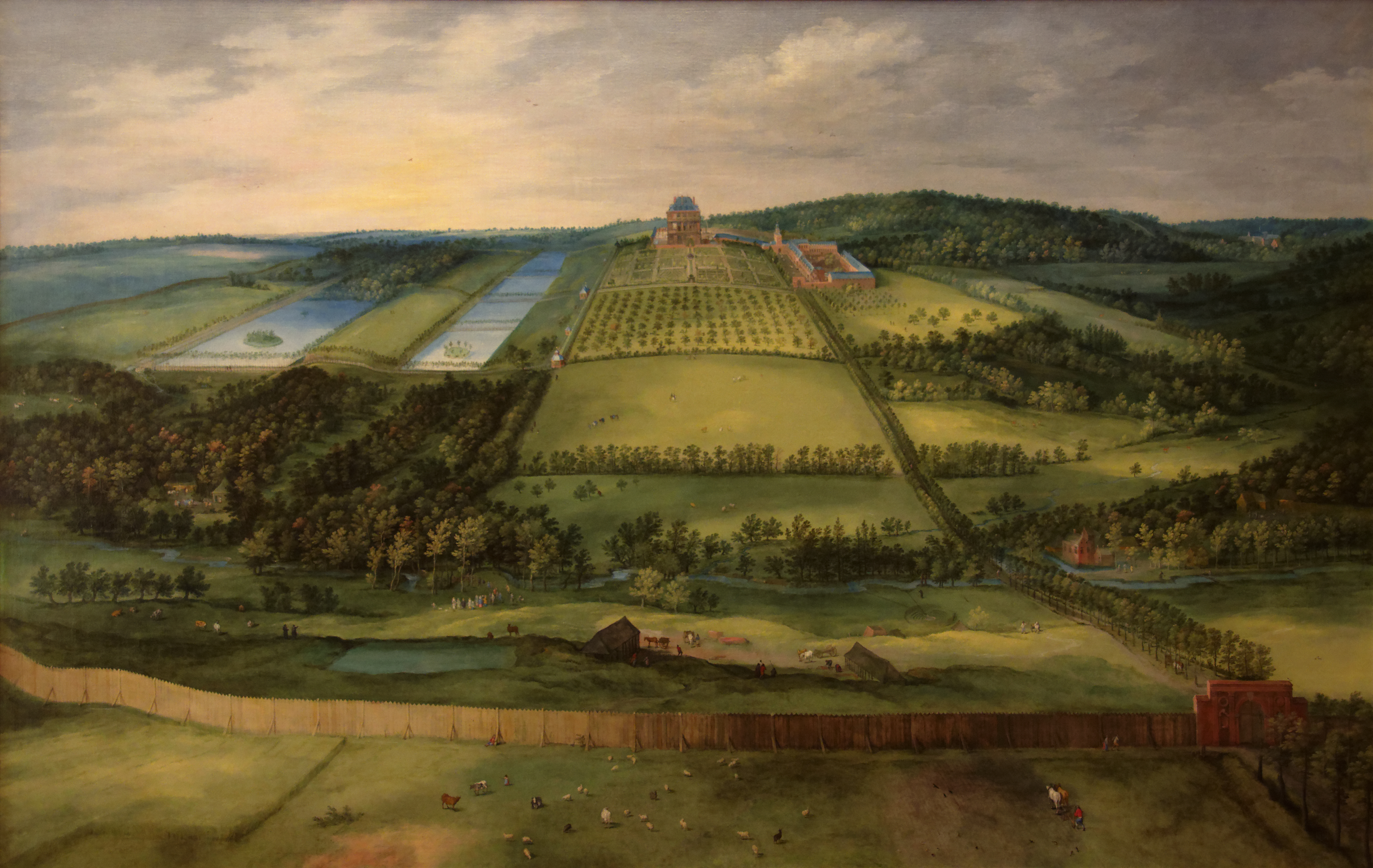
Het kasteel van Mariemont door Jan Brueghel de Oude in 1612

Vanaf augustus 1605 werd er gewerkt om de gebouwen meer in overeenstemming te brengen met hun functie als koninklijke residentie. Deze werken gebeuren onder toezicht van Wenceslas Coberger, een veelzijdige figuur: schilder, dichter, numismaticus en architect. In 1610 verleenden de dankbare aartshertogen hem de persoonlijke titel van "algemeen architect". Om te beginnen liet hij de gebouwen die door de luchtvochtigheid zwaar waren aangetast uitdrogen, herstelde hij daken en plafonds en verving hij de gebroken ramen en glas. Binnen kregen houtwerk en vloerbedekking hun glans terug.
Omdat het gerenoveerde kasteel te klein was om het hof te huisvesten, werden tussen 1606 en 1610 grote uitbreidingen uitgevoerd. Naast het pad dat naar Morlanwelz leidde, verrees een vierkant bijgebouw in rode baksteen en bedekt met leien. Een galerij, bekroond door een toren met klok, verbond dit met het kasteel. Aan de andere kant lagen drie paviljoens met bolvormige daken langs een steeg die parallel aan de tuinen en vijvers liep. De fonteinen, die aanvankelijk gerestaureerd werden, werden vervangen. Isabelle waardeerde het water van Mariemont: in 1620 liet ze "flessen water van de Fontaine Saint-Pierre" naar Brussel brengen.

#### Tweede uitbreiding (1618-1620)

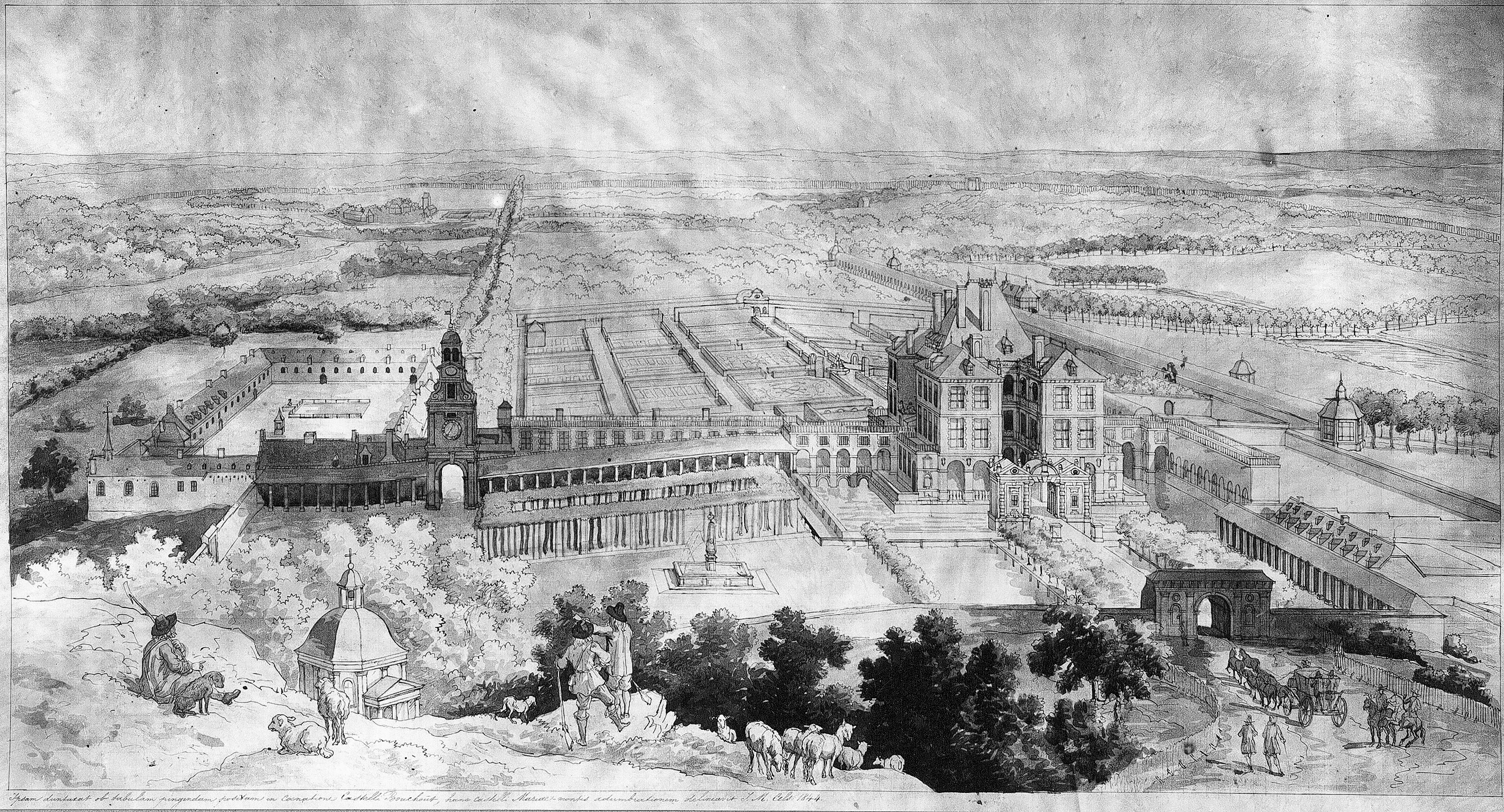
Gezicht op het kasteel in 1620, naar het werk van Denijs van Alsloot

Vroom als ze waren, lieten Albrecht en Isabelle in 1610 een kapel bouwen buiten het park richting La Hestre. Vijf jaar later werd de kapel en priorij van Montaigu rijkelijk overladen met giften. Deze oprichting maakt deel uit van het klimaat van katholieke vurigheid, geïnspireerd door de Contrareformatie, die zich vooral ontwikkelde vanaf 1609, toen het Twaalfjarig Bestand de afscheiding van de Verenigde Provinciën (het huidige Nederland) min of meer aanvaardde. Een tijdperk van vrede en voorspoed volgde op de burgeroorlog en liet de aartshertogen eindelijk genieten van de geneugten van Mariemont.
Maar hun steeds frequenter wordende verblijven benadrukken de afgelegenheid van het slot, vooral omdat Isabelle niet wanhopig was om op een dag de koning van Spanje, haar broer, te verwelkomen. Dit was het uitgangspunt voor een nieuwe werkcampagne. In 1618 werd een gebouw voor hofdames van de Infante opgericht. Het sloot de noordzijde van het centrale kasteelplein af. De meeste uitbreidingen hadden echter betrekking op het hoofdgebouw. Vier vierkante torens werden opgericht op de hoeken van Maria van Hongarije's donjon. Rondom het gebouw kwam een nieuw balkon, waartoe openslaande deuren toegang verschaften. Een schilderij van Denijs van Alsloot, bewaard in de Koninklijke Musea voor Schone Kunsten in Brussel, toont het landgoed zoals het in 1620 bestond: het rustieke paviljoen was een prestigieus paleis geworden, een verfijnd hof waardig. Op die manier verfraaid, zou het tot in de 18e eeuw geen grote veranderingen ondergaan.

### Lodewijk XIV en Maximiliaan II van Beieren

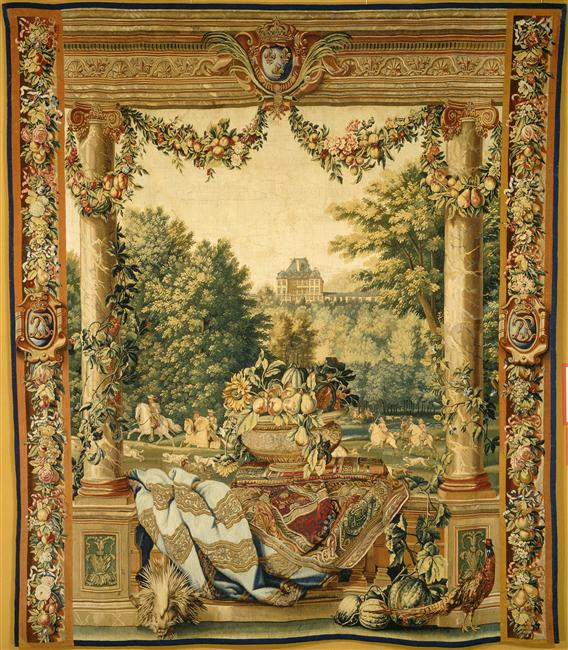
Mariemont op Lodewijk XIV's serie van wandtapijten, circa 1680

De levendige periode van de aartshertogen eindigde met de dood van Isabella in 1633. De gouverneurs die haar opvolgden verschenen slechts kort in Mariemont. Een van hen, de 3de markies van Castel Rodrigo, hield er halt voordat hij op 3 september 1666 de eerste steen van een nieuw fort op de Samber, Charleroi, legde. Hoewel de pracht en praal van het hof verleden tijd was, bleef Mariemont geanimeerd door de aanwezigheid van een groot aantal medewerkers en zelfs een Spaans garnizoen.

#### De Franse jaren (1668-1678)
Deze rustige periode eindigde met een klap toen de Vrede van Aken in mei 1668 de proosdij van Binche toekende aan Frankrijk, weliswaar met uitzondering van Mariemont, dat de Spanjaarden beschouwden als een bezit van de Kroon. Maar Lodewijk XIV had het zo niet begrepen: op 27 oktober nam hij het landgoed in beslag en verjoeg hij de koninklijke officieren en bedienden die nog steeds het kasteel bewoonden. Woedend over dit gedoe vroeg de koningin-regentes van Spanje de apostolische nuntius en de ambassadeur van de Nederlanden om in te grijpen bij hun regeringen. Dit weerhield de Zonnekoning er niet van om zijn nieuwe huis in 1670 en 1675 te bezoeken, noch om het op te nemen in de beroemde serie wandtapijten genaamd "Draperieën van Maanden of Koninklijke Huizen", geweven in de Gobelin-manufactuur tussen 1668 en 1683: het illustreert de maand augustus.
Tien jaar na de Vrede van Aken gaf die van Nijmegen de proosdij van Binche terug aan Spanje. De wals van de gouverneurs-generaal begon opnieuw. Ze verbleven er af en toe; een van hen, de markies van Grana, overleed er op 19 juni 1685. Maar door de betreurenswaardige toestand van de regeringsfinanciën was het niet mogelijk om het kasteel in goede staat te houden. Ondanks de talloze orders werd het slecht omheinde park ongestraft door wolven en plunderaars geteisterd.

#### De Beierse jaren (1692-1709)

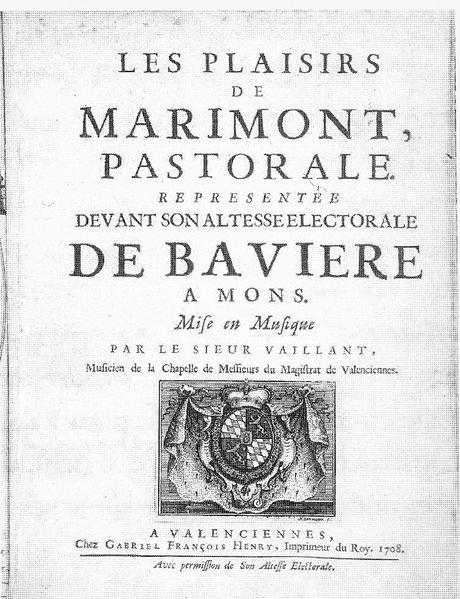

Uiteindelijk draaide de wind met de komst, in 1692, van de Beierse keurvorst Maximiliaan Emmanuel. Deze epicurist met weelderige smaken, een grote jachtliefhebber, waardeerde de charme van zijn Henegouwse residentie en besloot haar in zijn oude glorie te herstellen. In een pompeuze inscriptie uit 1699 schepte hij op dat hij "het (kasteel) heeft gemaakt zoals het vandaag aanwezig is". Voor zover wij weten is zijn werk als bouwer echter beperkt tot de vleugel die naar de bijgebouwen leidde, toen de "Beierse wijk" genoemd. Maar Mariemont heeft andere dingen aan hem te danken: in 1708 gaf hij een componist van de "Stadtkapelle" van Bergen de opdracht een pastorale te schrijven getiteld "Les Plaisirs de Mariemont" en tijdens zijn regering nam een van de Waalse regimenten in dienst van Spanje de naam "Marimont" aan.
De Spaanse Successieoorlog liet het gebied snel weer tot een slagveld maken. Van 1709 tot 1711 diende het landgoed, verlaten door het hof van de keurvorst, als toevluchtsoord voor de lokale bevolking.

### Maria Elisabeth van Oostenrijk

#### Derde renaissance (1734-1741)

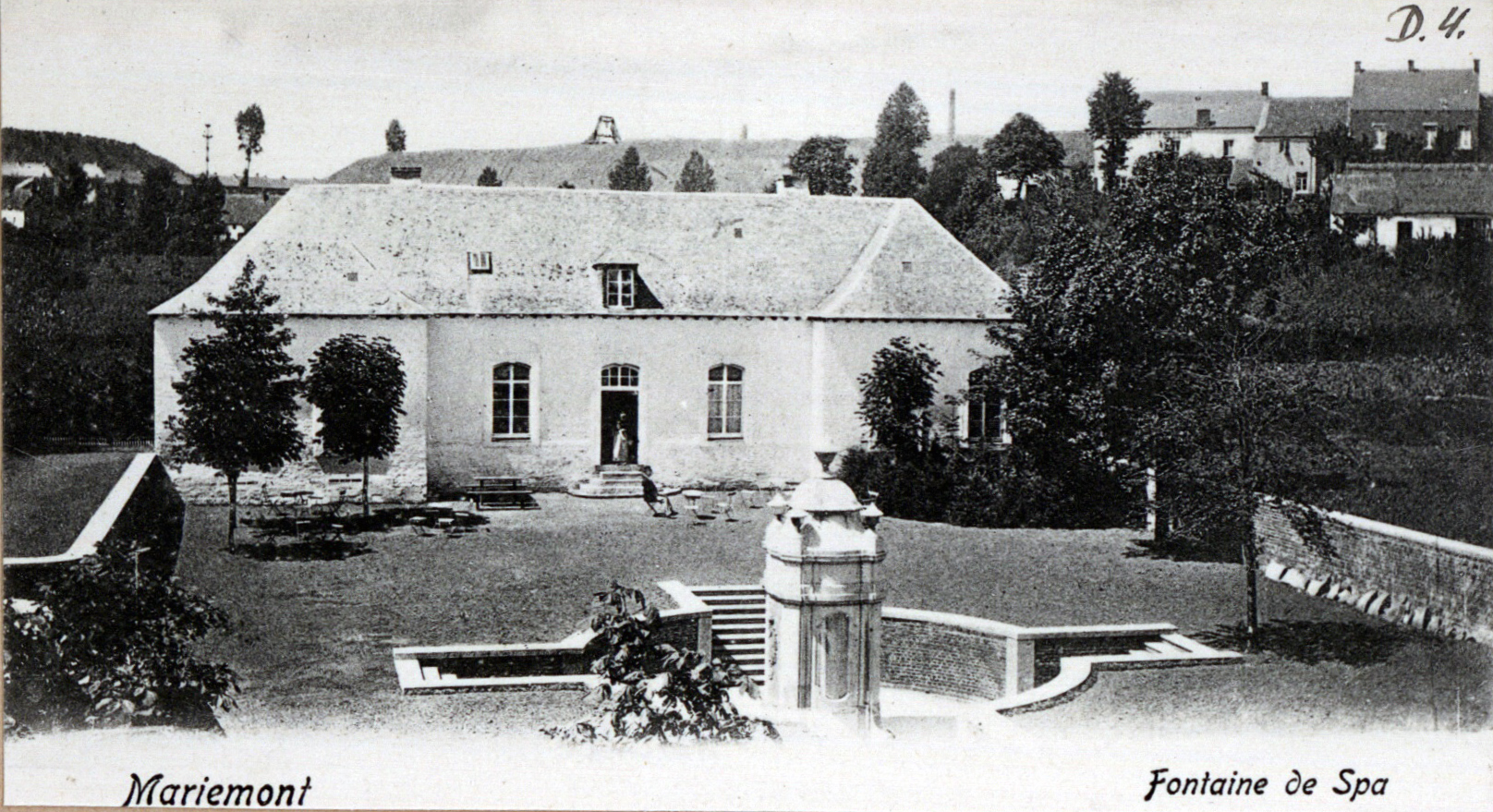
De "aartshertogelijke" fontein van Delvaux en het bijhorende badhuis vóór de verplaatsing van Warocqué

In 1714, bij de Vrede van Rastatt, gingen de Zuidelijke Nederlanden over naar de Oostenrijkse Habsburgers. Het zou twintig jaar duren voordat de nieuwe gouverneur-generaal, aartshertogin Maria Elisabeth, het landgoed nieuw leven inblies. Van 1734 tot 1741 wijdde ze zich aan haar favoriete bezigheden, de jacht en de visserij.
Helaas werden deze geneugten bedorven door de "excessen en stoornissen die zowel in het koninklijk huis als in het park van Mariemont en zijn bijgebouwen voorkomen". Strenge verordeningen uit 1738 en 1739 probeerden tevergeefs om plunderaars en stropers te ontmoedigen. Met grote vroomheid liet Maria Elisabeth de kapel herbouwen, die in 1739 door de apostolische nuntius was ingewijd. De plannen van dit gebouw in klassieke stijl, met een centrale koepel, waren het werk van hofarchitect Johannes Andreas Anneessens, zoon van de onthoofde ambachtsdeken Frans Anneessens.

#### Kuuroordplannen

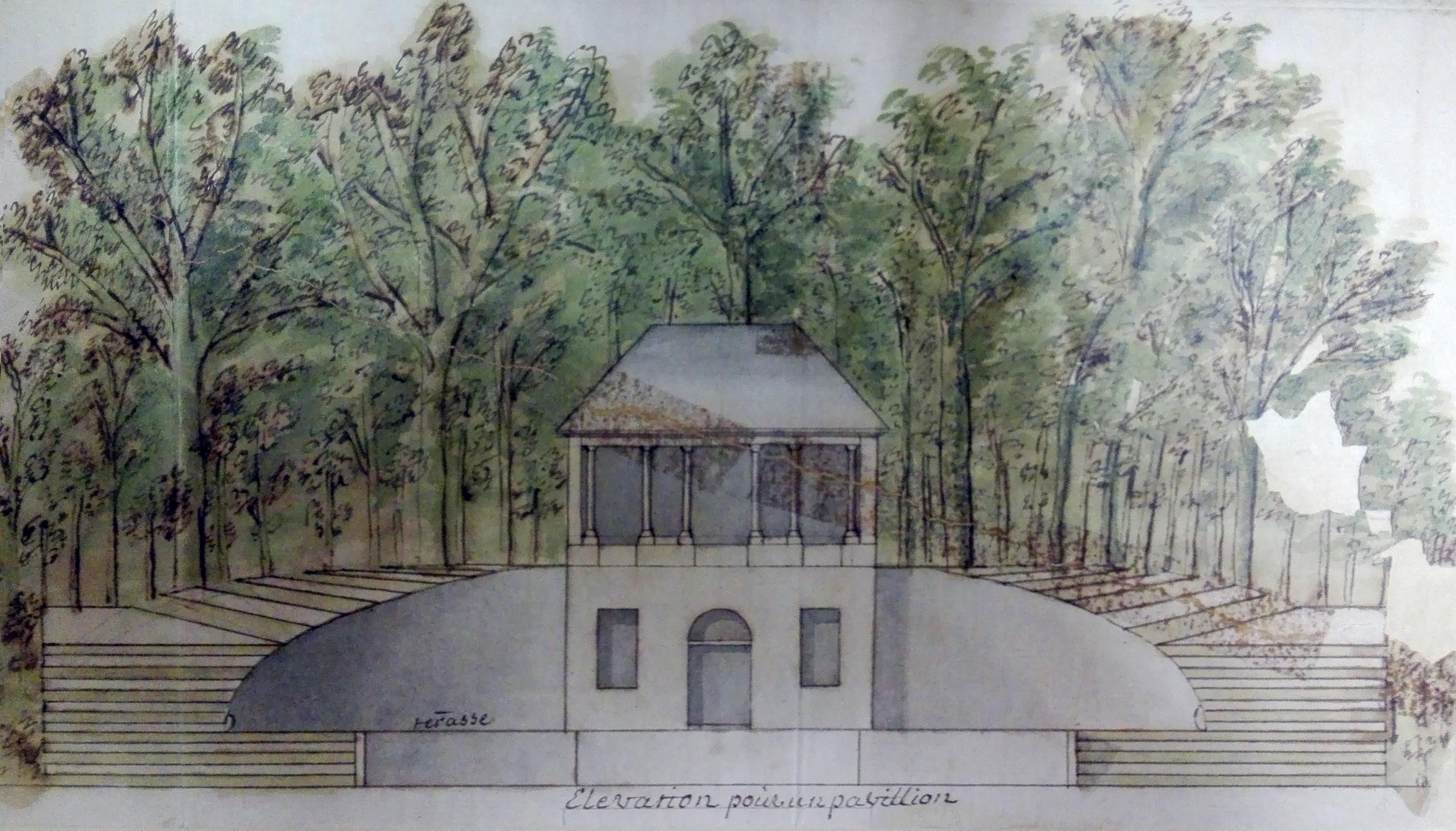
Plannen van keizerin Maria Theresia voor een bijkomend pavilioen, 1743

Maar de gouverneur-generaal hechtte haar naam vooral aan de poging om in Mariemont een kuuroord te creëren, zoals datgene waarop het naburige Prinsbisdom Luik zo trots was: Spa, bijgenaamd het "Café de l'Europe". Blijkbaar verblind door het succes van dit laatste en overtuigd van de helende deugden van de wateren van haar domein, was ze van plan deze te exploiteren. In feite was de reputatie van het water van Mariemont oud. Isabella liet het water opsturen naar Brussel en Maximiliaan-Emmanuel naar Namen. De abdissen van St.-Olive gebruikten het al lange tijd en vonden het zeer goed.
Het was nu slechts een kwestie van deze claim enige wetenschappelijke autoriteit te geven. Drie professoren van de universiteit van Leuven, Rega, De Villers en Sassenus, analyseerden de wateren van drie bronnen en publiceerden de resultaten eerst in het Latijn en vervolgens in het Frans, voor geïnteresseerde artsen. Volgens hun rapport waren de wateren van Mariemont bijzonder geschikt voor patiënten die leden aan maag- en darmstoornissen, hypochondrie, cachexie, amenorroe en urinewegaandoeningen. Elk van de geteste bronnen had specifieke therapeutische kwaliteiten.
Om de toekomstige bezoekers te kunnen ontvangen, liet Marie-Elisabeth Anneessens een huis bouwen voor de belangrijkste bron, de zogenaamd "aartshertogelijke" bron. Het gebouw bestaat nog steeds, net zoals de monumentale fontein gebeeldhouwd door Laurent Delvaux, die in 1953 voor het eerst ter plaatse werd herbouwd door Raoul Warocqué en later naar het park werd verplaatst. Jean François Delval werd op 15 mei 1741 benoemd tot dokter-directeur van het kuuroord. Er werd zelfs gedacht aan het op de markt brengen van gebotteld water.
Het onverwachte overlijden van de aartshertogin in Mariemont op 26 juli van datzelfde jaar bracht de onderneming evenwel definitief in gevaar. Hoewel de bedrijvigheid onder impuls van keizerin Maria Theresia werd voortgezet, belemmerden de financiële moeilijkheden als gevolg van de Oostenrijkse Successieoorlog de ontwikkeling van het resort. De reputatie van de wateren van Mariemont zou in wezen lokaal blijven tot de bron in 1773 opdroogde.

### Karel van Lotharingen

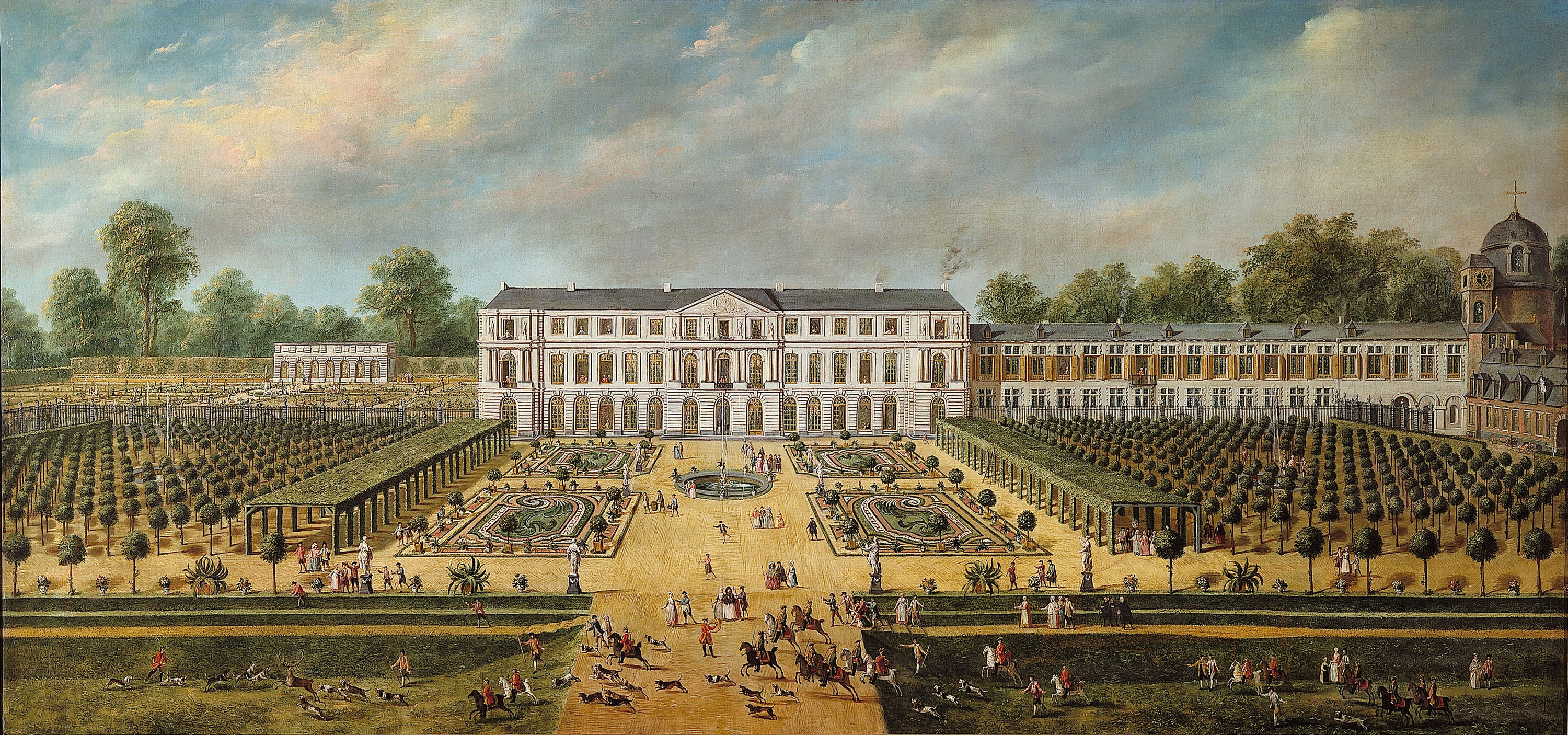
Het nieuwe Mariemont, als ontworpen door Jadot

De vrome en strenge Marie-Élisabeth werd opgevolgd door een karakter wiens glimlachende vriendelijkheid de bevolking zou verleiden. Hertog Karel Alexander van Lotharingen vestigde zich in 1749 in de Nederlanden. Als groot bouwer en begaan met zijn eigen welbehagen, vermenigvuldigde hij de ontwikkelingsprojecten van zijn drie residenties in Brussel, Tervuren en Mariemont. Deze laatste vond hij in zeer slechte staat. De tijdelijke reparaties die tijdens elk vorstelijk verblijf werden uitgevoerd, waren niet voldoende om het verval te stoppen. Er waren talloze gebroken ramen en kapotte luiken. Binnenin brokkelden de vloeren af en knaagde vocht aan het houtwerk. Het park was een prooi voor plunderaars op zoek naar brandhout of kolen, waarvan de aderen hier en daar blootlagen. In de winter jaagden wolven op het nog overblijvende wild.

#### Een nieuw paleis (1754-1756)

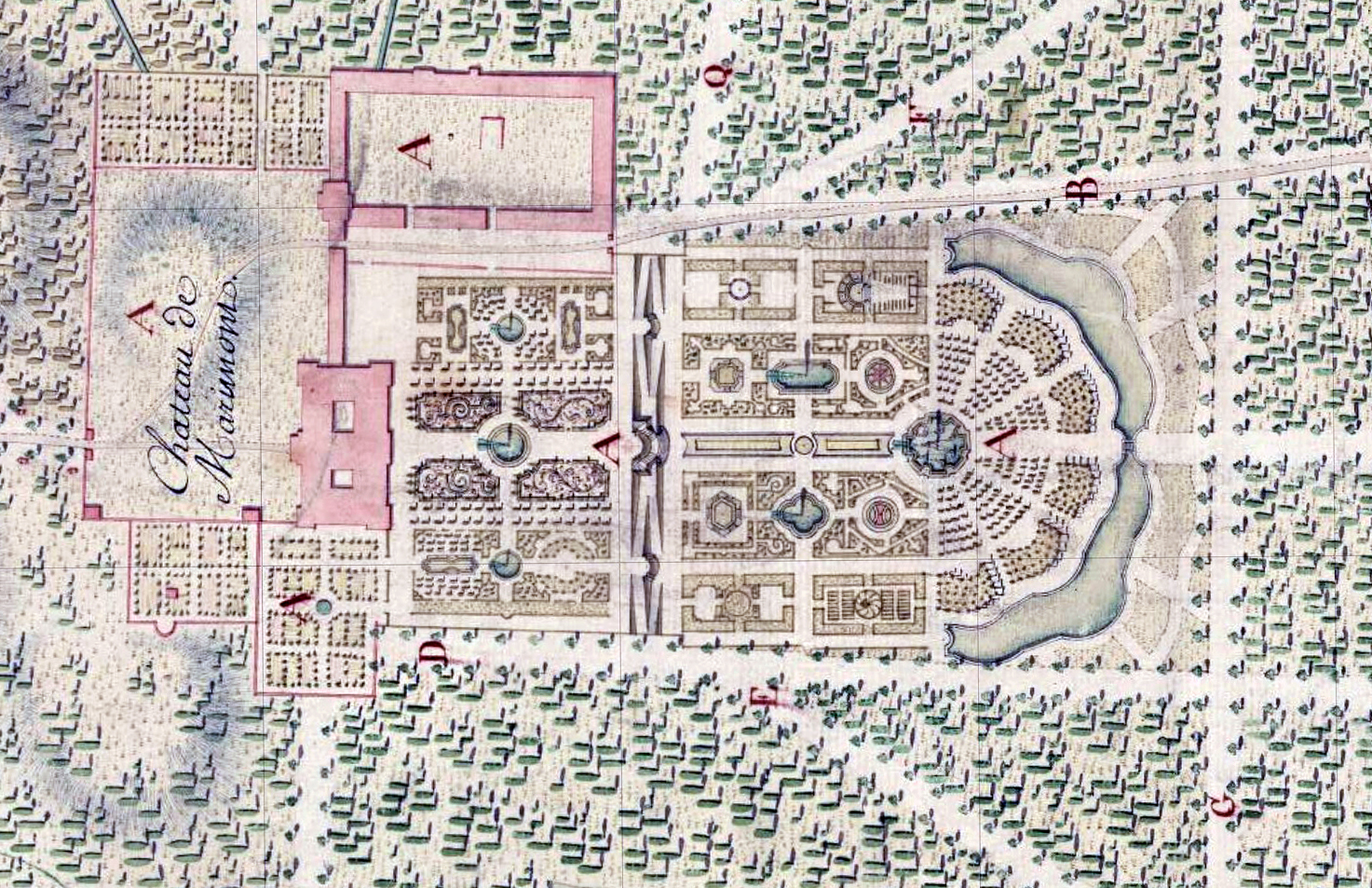
Een figuratieve kaart uit 1763, met geplande tuinen

De hertog koos voor een radicale oplossing: het oude kasteel slopen en op de fundamenten ervan een paleis bouwen naar de smaak van toen. Voor dat plan moet hij wel nog een architect vinden, en geld. Wat het eerste betreft, klaagde Karel dat er in heel Nederland niet één in staat was zijn doel te realiseren. Uiteindelijk deed hij een beroep op een man uit Lotharingen, Jean-Nicolas Jadot. Als voormalig directeur-generaal van de gebouwen in Wenen werd hij in 1753 benoemd tot intendant van de Koninklijke Huizen in de Nederlanden. Wat het geld betreft, bleef de keizerin doof voor de oproepen van haar schoonbroer, wiens dure smaak ze te goed kende. Gelukkig voor hem kenden de Staten van Henegouwen, die een hofleven in het graafschap in stand wilden houden, hem in het voorjaar van 1754 een subsidie van 100.000 florijnen toe.
De werken begonnen op 25 juni 1754. Het oude kasteel van de aartshertogen werd onmiddellijk afgebroken. Op de site bouwde Jadot een klassiek gebouw in blauwe steen en wit gestucte bakstenen. Door het hellende terrein had het twee niveaus naar het noorden, met uitzicht op de binnenplaats, en drie niveaus naar het zuiden, met uitzicht op de tuinen. De hoofdgevel, aan de kant van de binnenplaats, was aan weerszijden van een portiek geplaatst, waarvan de vier Ionische zuilen een fronton met het wapen van Lotharingen droegen. De tuingevel was versierd met sleuven op de begane grond en een zuilengang op de eerste verdieping. De werken verliepen vlot: minder dan twee jaar na de start was het nieuwe kasteel onder dak.

#### Een grootser paleis (1766-1772)

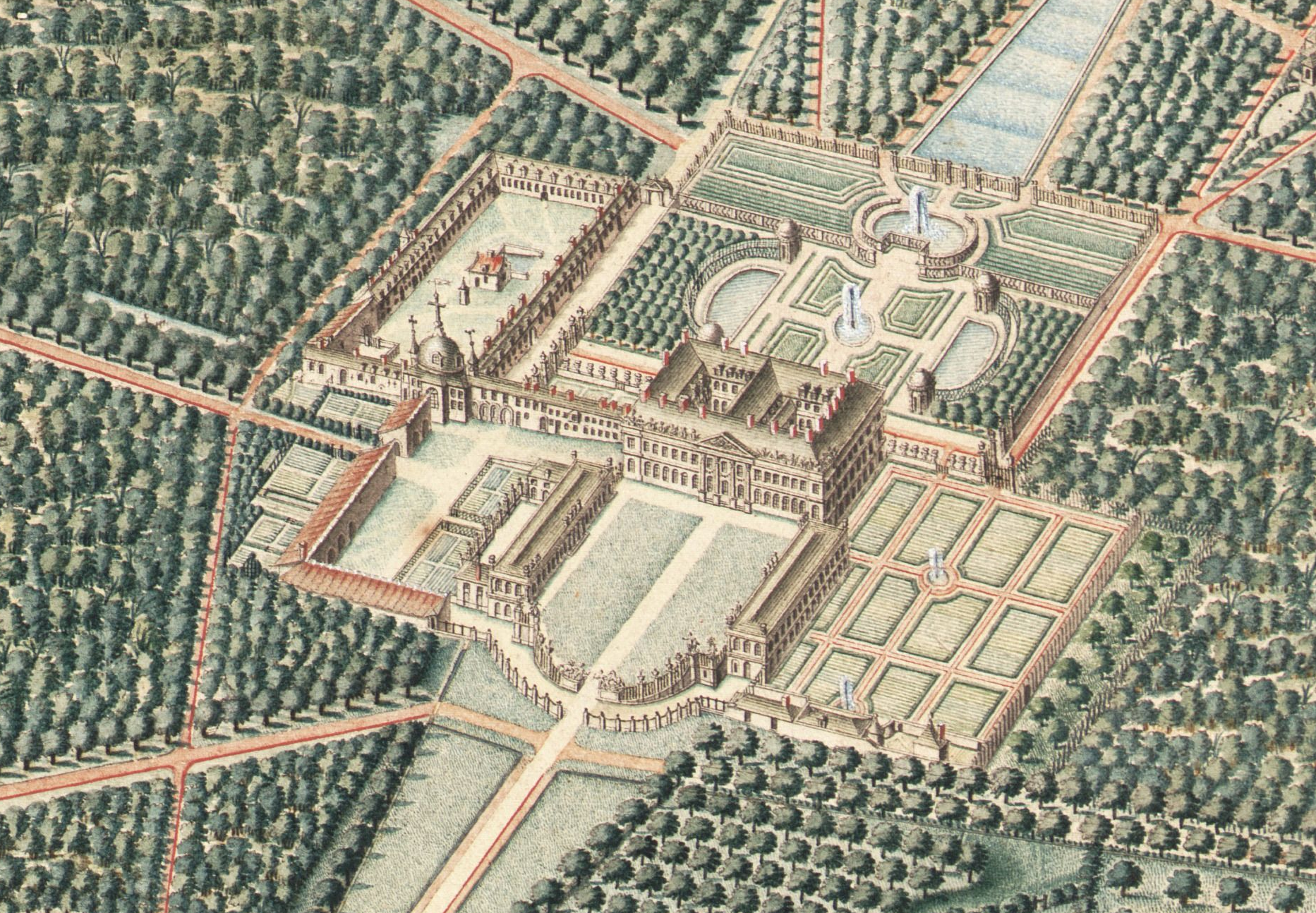
Het paleis op z'n grootst in Karels laatste levensjaar, 1780

Reeds in 1766 voerde de nieuwe hofarchitect Laurent-Benoît Dewez transformaties door aan het Jadot-ontwerp. Van 1769 tot 1772 voegde hij twee grote vleugels aan weerszijden van de binnenplaats toe voor de stallen en keukens. De vierde zijde werd afgesloten door een afgerond raster, gesneden met pilasters. Het ingangsportaal van het hoofdgebouw, dat als te bescheiden werd beschouwd, werd in 1774 vervangen door een nieuw exemplaar van een kolossale orde. In 1776-1777 werd in de buurt een oranjerie gebouwd. Twee schilderijen van Jean-Baptiste Simons uit 1773 tonen het kasteel zoals het er toen uitzag – vooruitlopend op de geplande werken. Van het oude paleis waren alleen de bijgebouwen, de "Beierse wijk", en de kapel van Maria Elisabeth overgebleven.
Ook de tuinen werden niet vergeten, evenmin als het park waar nieuwe paden worden getrokken en een kiosk gebouwd in 1771. Later werd aan de voet van de tuinen een driehoekig gazon aangelegd om een uitzicht op de Hene te openen. Karel had er ook graag een vijver laten graven, maar bij gebrek aan geld kon hij dit project niet uitvoeren. Een monumentale helling in hoefijzervorm, gebouwd door Dewez in 1778, vormde de verbinding tussen de twee terrassen. De aannemer was Louis Montoyer, zoon van een jachtopziener uit Mariemont en toekomstig hofarchitect.
Al dit werk legde een pijnlijke druk op de schatkist van de prins. Om ze weer vlot te trekken, liet men steenkool exploiteren, waarvan de aanwezigheid in de ondergrond van het park al sinds de middeleeuwen bekend was. Helaas was de incompetentie en hebzucht van de exploitant catastrofaal. In 1773 bleek dat door de mijnactiviteiten de bron was opgedroogd. Anderen zouden er later beter van kunnen profiteren.
Onder de regering van Karel van Lotharingen heeft Mariemont de pracht en praal van een vreugdevol hof teruggewonnen: bals, recepties, theater en jacht volgden elkaar op onder het geamuseerde oog van een prins die er niet voor bloosde zich te mengen in dorpsfeesten en mensen te vermaken in zijn huis. De hertog stierf op 4 juli 1780, hetzelfde jaar als de keizerin.

### Vernieling

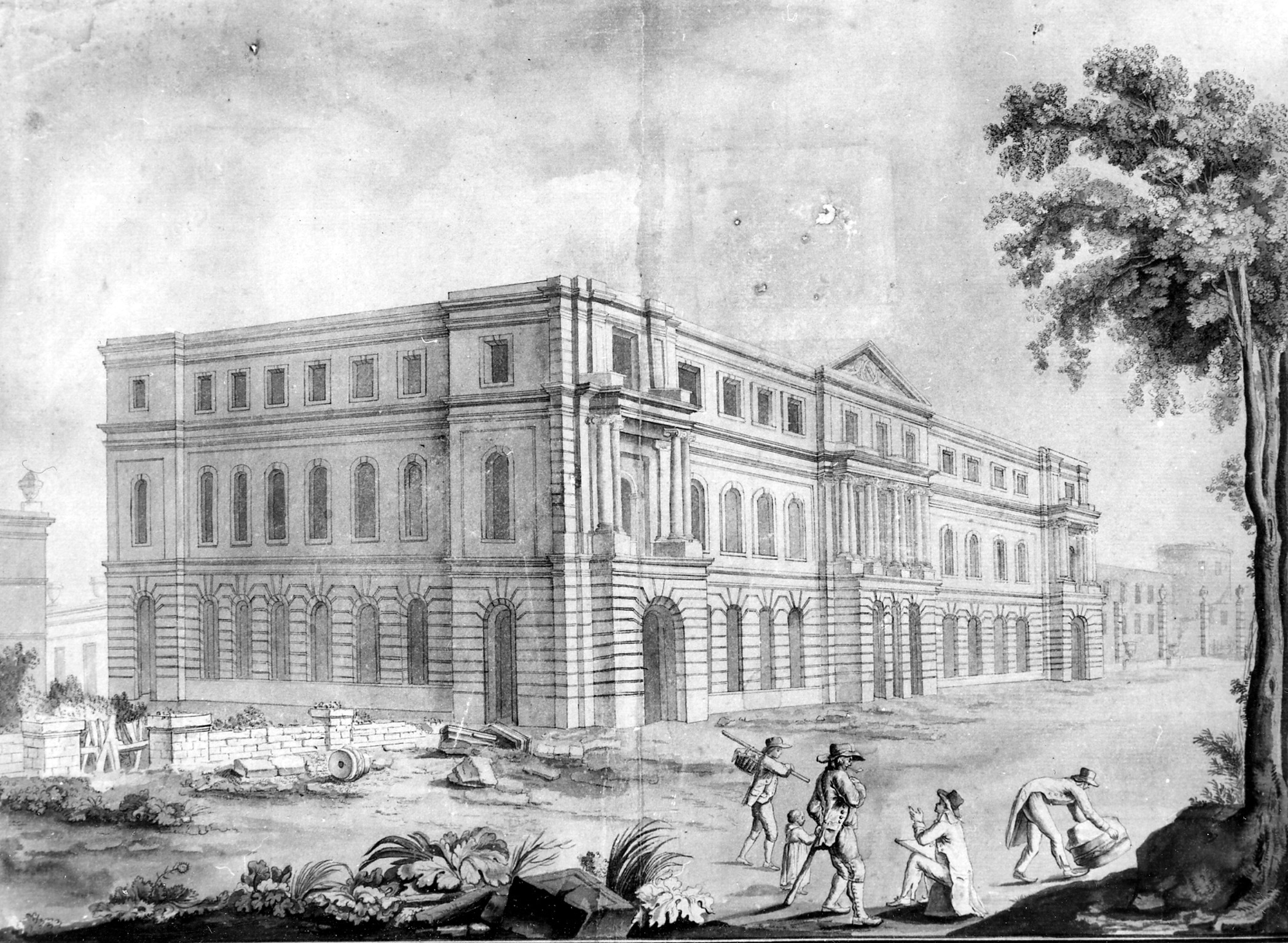
Het uitgebrande paleis dat men in 1793 verder leeg plundert

In reactie op de Franse Revolutie viel Oostenrijk, waar de Nederlanden nog steeds deel van waren, in het voorjaar van 1792 Frankrijk binnen. Dit leidde op korte termijn tot de val van de Franse monarchie en het uitroepen van Republiek. In Jemappes behaalden de revolutionaire troepen een klinkende overwinning die de landvoogden in ballingschap dwong. De Franse bezetting was van korte duur, maar de daaropvolgende restauratie evenzeer. Karel van Oostenrijk-Teschen, broer van keizer Frans II, had zelfs niet de tijd naar Mariemont te gaan. Het Franse leger was hem voor en stak na een ontmoeting met de Oostenrijkers op 21 juni 1794 het kasteel in brand. Het was niet vernietigd, maar plunderingen door omwoners voltooiden het werk van het vuur. Ze stripten het lood van de daken, haalden hekkens neer, en sloegen alles stuk waar metaal was te vinden. Het resultaat was een kasteel in ruïne.
Ook het park ontsnapt niet aan de destructieve woede. Bendes drongen binnen en begonnen in het wilde weg steenkool te ontginnen. De naburige abdij en haar landerijen ondergingen hetzelfde lot. Dit geweld wordt, naast de hongersnood die toen heerste, verklaard door de vijandigheid van de inwoners tegenover de werknemers van het koninklijk landgoed en de dames van de abdij, die in hun ogen exorbitante privileges genoten. De Franse overheid probeert een einde te maken aan het vandalisme in het "voormalige koninklijke domein", dat nu haar eigendom was. Militaire patrouilles doorkruisten het park en de verdachten werden voor de rechter gebracht, omdat "dit alles een diefstal van de Natie is".

### De familie Warocqué
Op het einde van de 18e eeuw werd het domein van Mariemont verkocht met andere nationaal goed dat in beslag was genomen werden door de Franse staat. Het kasteel was op dat moment één grote ruïne. Het domein werd gekocht door twee broers, Isidore en Nicolas Warocqué (1773-1838), industriëlen uit de streek. Samen met drie partners investeerden ze in het landgoed om er steenkool te ontginnen. Zo werd in 1802 de Société minière du parc de Mariemont gesticht. De onderneming groeide erg snel.
In 1805 werd Nicolas burgemeester van Morlanwelz, een functie die de Warocqués er tot 1917 zouden uitoefenen. In 1829 kocht hij het bos van Mariemont om er zijn privédomein van te maken en er een kasteel te laten bouwen. Het neoklassieke gebouw werd ontworpen door de latere architect van Leopold I, Tilman-François Suys.
Zijn zoon Abel Warocqué (1805-1864) was de eerste Warocqué die in het kasteel zijn intrek nam. In die tijd werd het park aangelegd zoals een Engels landschapspark, zoals vandaag nog altijd het geval is. Leon Warocqué (1831-1868) bestuurde de koolmijnen slechts vier jaar, daarna nam zijn broer Arthur Warocqué (1835-1880) de leiding over. In deze periode ontstonden er stakingen en rellen en in heel wat koolmijnen was de toestand erg kritiek. Mariemont en andere ondernemingen van de Warocqués bleven hiervan min of meer gespaard, dankzij het paternalistische beleid en de liefdadigheidsinitiatieven van de Warocqués ten opzichte van hun arbeiders.

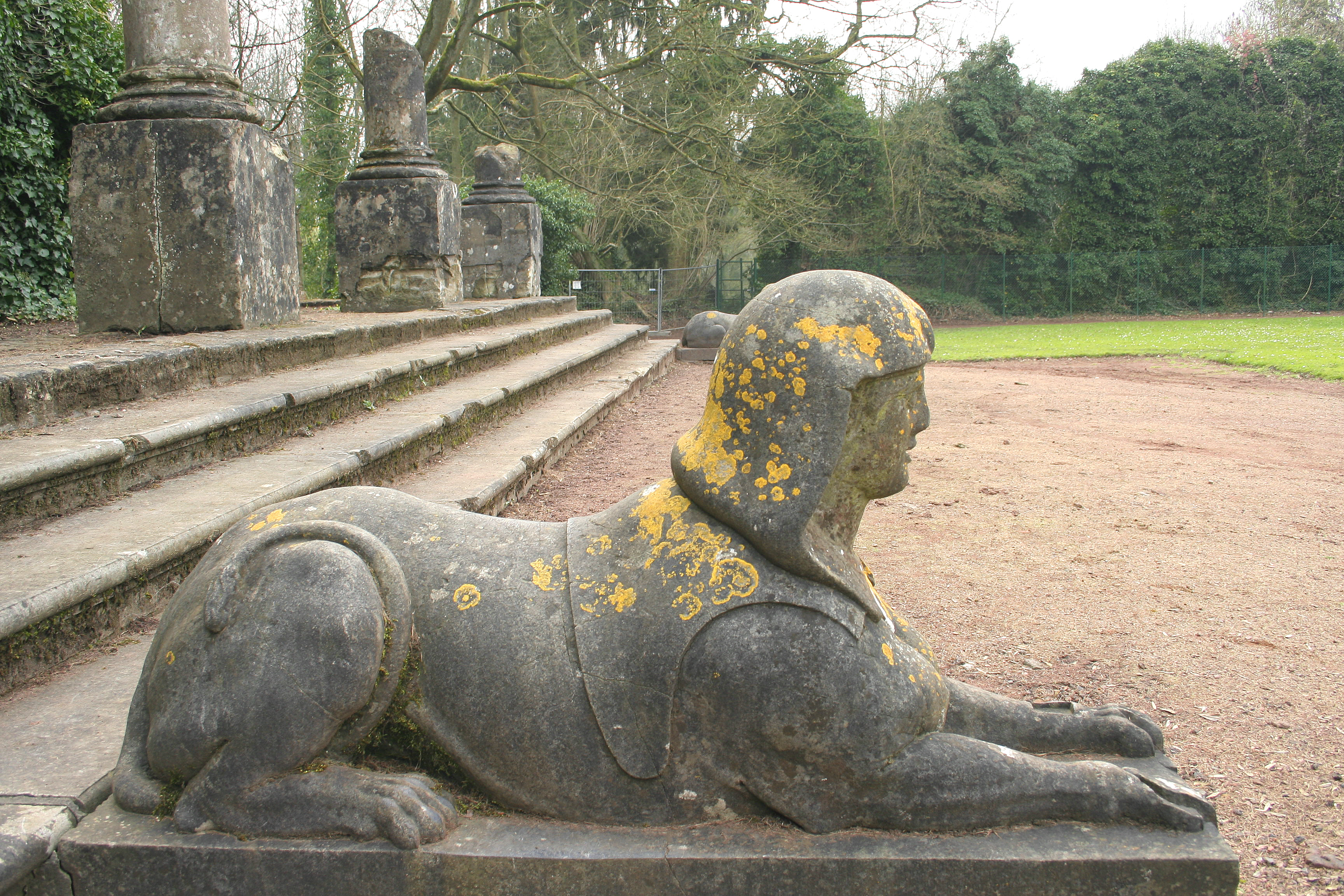

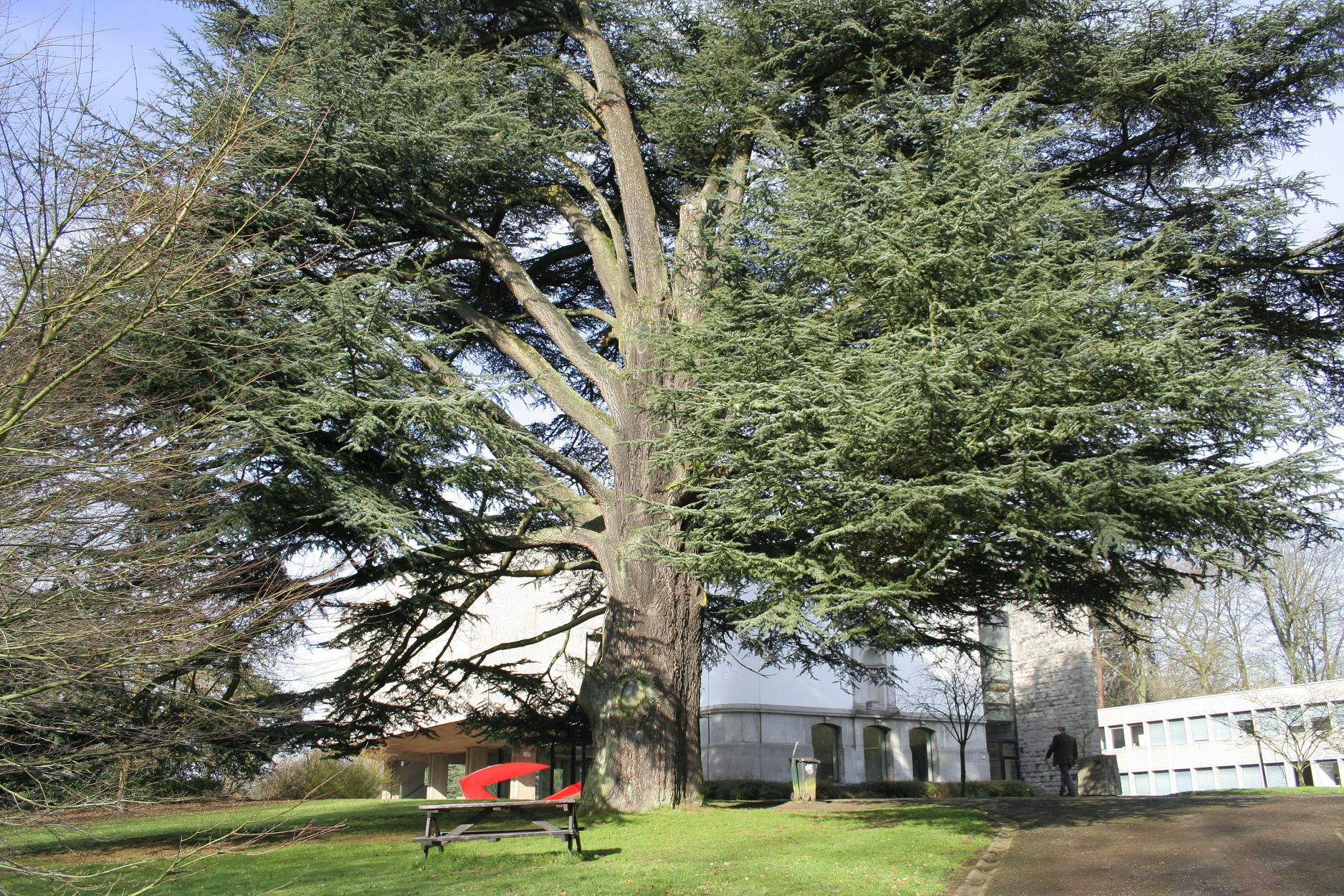
Het museum verscholen achter een libanonceder

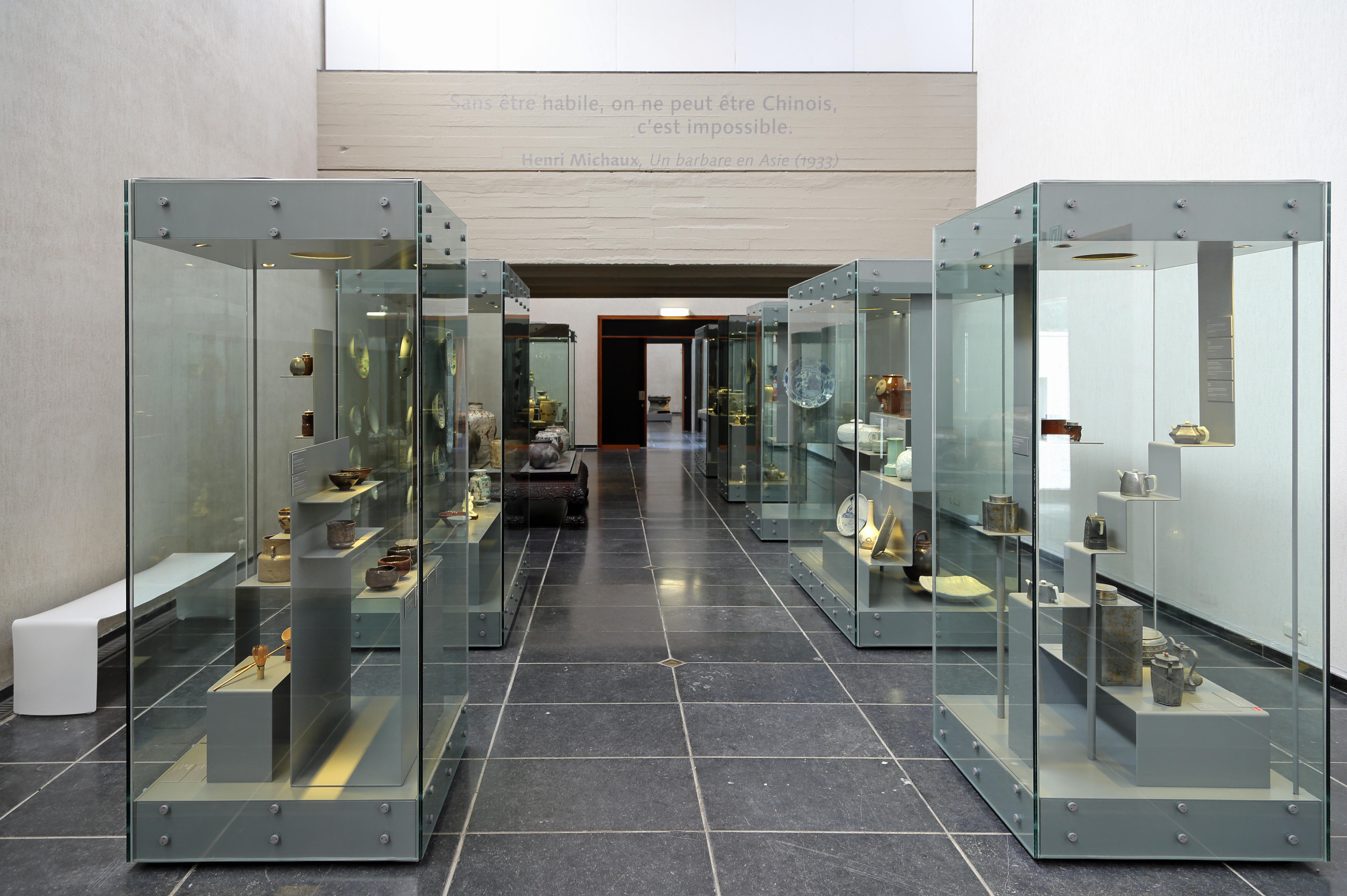
De afdeling Verre Oosten in het museum

Arthur was de eerste echte verzamelaar van de familie. Hij schilderde zelf ook graag en verzamelde enkele bekende schilderwerken. Zijn opvolger, Georges Warocqué (1860-1899), had bijna het patrimonium van de familie verspild en zijn broer Raoul Warocqué (1870-1917) moest de zaken overnemen en weer op de rails zetten. Toen Georges vóór zijn tijd stierf werd Raoul de enige erfgenaam van Mariemont.

### Raoul Warocqué
De laatste telg van de familie, Raoul Waroqué (geboren in 1870), was een groot kunstliefhebber en weldoener, die doordrongen was van de gedachte dat rijk zijn ook verplichtingen meebracht. Met zijn geld financierde hij archeologische opgravingen in de streek, steunde allerlei sociale projecten, liet bibliotheken en scholen bouwen, en hielp tijdens de Eerste Wereldoorlog de ergste noden van de bevolking te lenigen.
Als groot kunstliefhebber en met de hulp van specialisten als Franz Cumont en Georges Van der Meylen, stelde Raoul Warocqué in korte tijd een bijzondere verzameling samen. Hij vergrootte sommige collecties van zijn voorgangers, zoals de verzameling kantwerk van zijn moeder en de handschriften van de echtgenote van Abel. De Warocqués hadden waarschijnlijk ook decoratieve kunst en enkele serviezen Doorniks porselein in hun bezit, maar het was Raoul die in zijn kasteel de meest volledige verzameling van deze voorwerpen samenbracht. Raoul Warocqué had ook veel belangstelling voor de geschiedenis van zijn streek en daarom is een groot deel van zijn collectie gewijd aan de Gallo-Romeinse periode in Henegouwen. Om deze te vergroten liet hij opgravingen uitvoeren in de streek (Houdeng-Gœgnies, Fayt-lez-Manage, Chapelle-lez-Herlaimont, Nimy). Ook had hij al vroeg belangstelling voor boeken. Toen hij op 16-jarige leeftijd in Parijs studeerde, zocht hij er mooie uitgaven van de klassieke auteurs. Naast zijn belangstelling voor oude boeken abonneerde hij zich ook op moderne uitgaven.
In het park liet hij een paviljoen bouwen, de “Romeinse baden”, waar hij zijn Griekse en Romeinse kunstwerken kon tonen. Tijdens zijn reis in Egypte kocht hij ook merkwaardige Egyptische voorwerpen, zoals een kolossaal borstbeeld van een Egyptische koningin. Het is waarschijnlijk door zijn studie van het Doorniks porselein dat hij ook Chinees porselein ontdekte. Een deel van zijn verzamelingen is dan ook besteed aan de Chinese en Japanse beschavingen. Ook hier bracht hij voorwerpen terug uit zijn reizen. In het park liet Raoul verder prieeltjes aanleggen die oosterse modellen nabootsten. Hij bestelde en kocht ook beelden van beroemde kunstenaars uit zijn tijd, zoals De Burgers van Calais van Auguste Rodin (1840-1917) en kunstwerken van Jef Lambeaux (1852-1908).
Raoul Warocqué stierf op 28 mei 1917 zonder officiële nakomelingen. Hij legateerde zijn park, zijn kasteel, zijn bibliotheek en zijn verzamelingen aan de Belgische staat met als doel er een museum van te maken.

## Museum
Richard Schellinck, secretaris en bibliothecaris van Raoul Warocqué, werd de eerste conservator van het museum van Mariemont. Uit trouw voor de vroegere eigenaar voerde hij diens laatste beslissingen uit. In 1934 nam Paul Faider de leiding van het museum over en voerde hij grote veranderingen in: kunstwerken werden gerestaureerd en er werd een eerste catalogus uitgeven. Zijn vrouw, Germaine Faider, volgde hem op in 1940 en startte met de pedagogische dienst.
Op kerstavond 1960 brak er brand uit in het museum. De collecties bleven grotendeels gespaard, maar het kasteel werd verwoest. De ruïnes werden met de grond gelijk gemaakt en in de plaats verrees een hedendaags gebouw naar plannen van architect Roger Bastin (1913-1986). Het nieuwe Koninklijk Museum van Mariemont werd op 8 oktober 1975 geopend. Sinds 1965 is het museum erkend als wetenschappelijke instelling en in 1981 werd het overgedragen aan de Franse Gemeenschap van België. Het ontving in 2007 de “Prix des Musées” voor Wallonië.

## Park
Het huidige park in Engelse stijl is aangelegd in 1832 door Charles-Henri Petersen in opdracht van Nicolas Warocqué. Er zijn sculpturen opgesteld zoals Rodins Burgers van Calais, maar ook werk van Meunier, Lambeaux en Rousseau. Grasvelden wisselen af met bosland. Langs de slingerende paden zijn struiken geplant en in de open plekken staan groepjes rododendrons of bamboe. Er is een arboretum en een ronde rozentuin. Monumentale bomen zijn een Mantsjoerijse kurkboom, een Acer pseudoplatanus 'Atropurpureum' en een ruwe populier. Onder de diverse naaldbomen zijn imposante groepen reuzensequoia, en verder staan er vele soorten loofbomen.
Oorspronkelijk had Maria van Hongarije een Italiaans park in terassen gecreëerd. De heraanleg door Albrecht en Isabella was eerder Spaans van inspiratie. Karel van Lorreinen koos in het midden van de 18e eeuw dan weer voor een Franse tuin. De ruïnes van zijn kasteel liggen ook in het park.

## Voetnoten
1. 1 2  Kevin Troch, Mariemont, la nouvelle Spa du 18e siècle? Quand l'extraction du charbon compromet l'avenir d’une région entière en 1773, Hypoheses, 22 augustus 2017. Gearchiveerd op 30 november 2022.
2. ↑  Lemoine-Isabeau & Jottrand 1979, p. 51-52